# 三ヶ町商店街

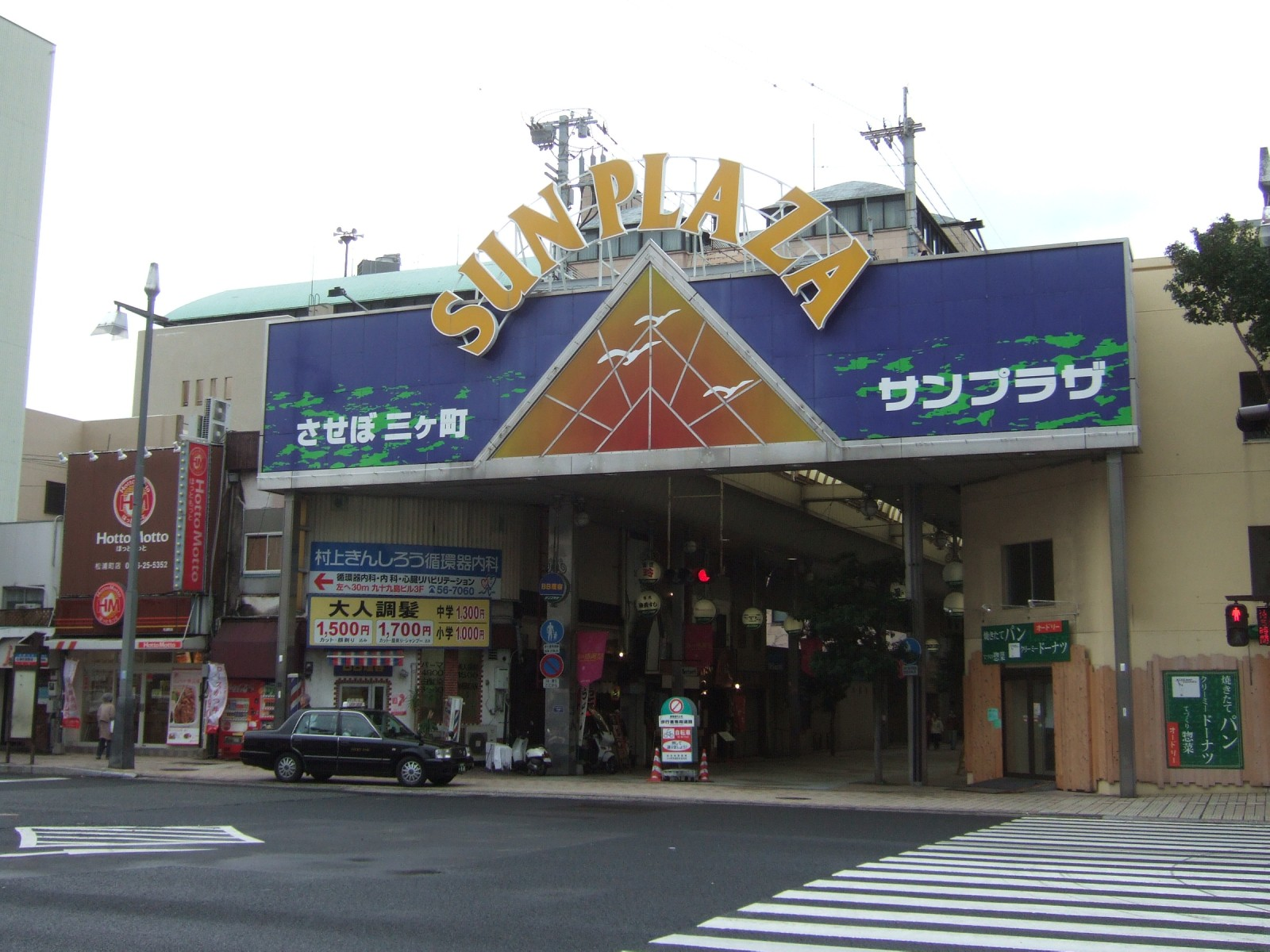
国際通り側出入口（2010年2月）

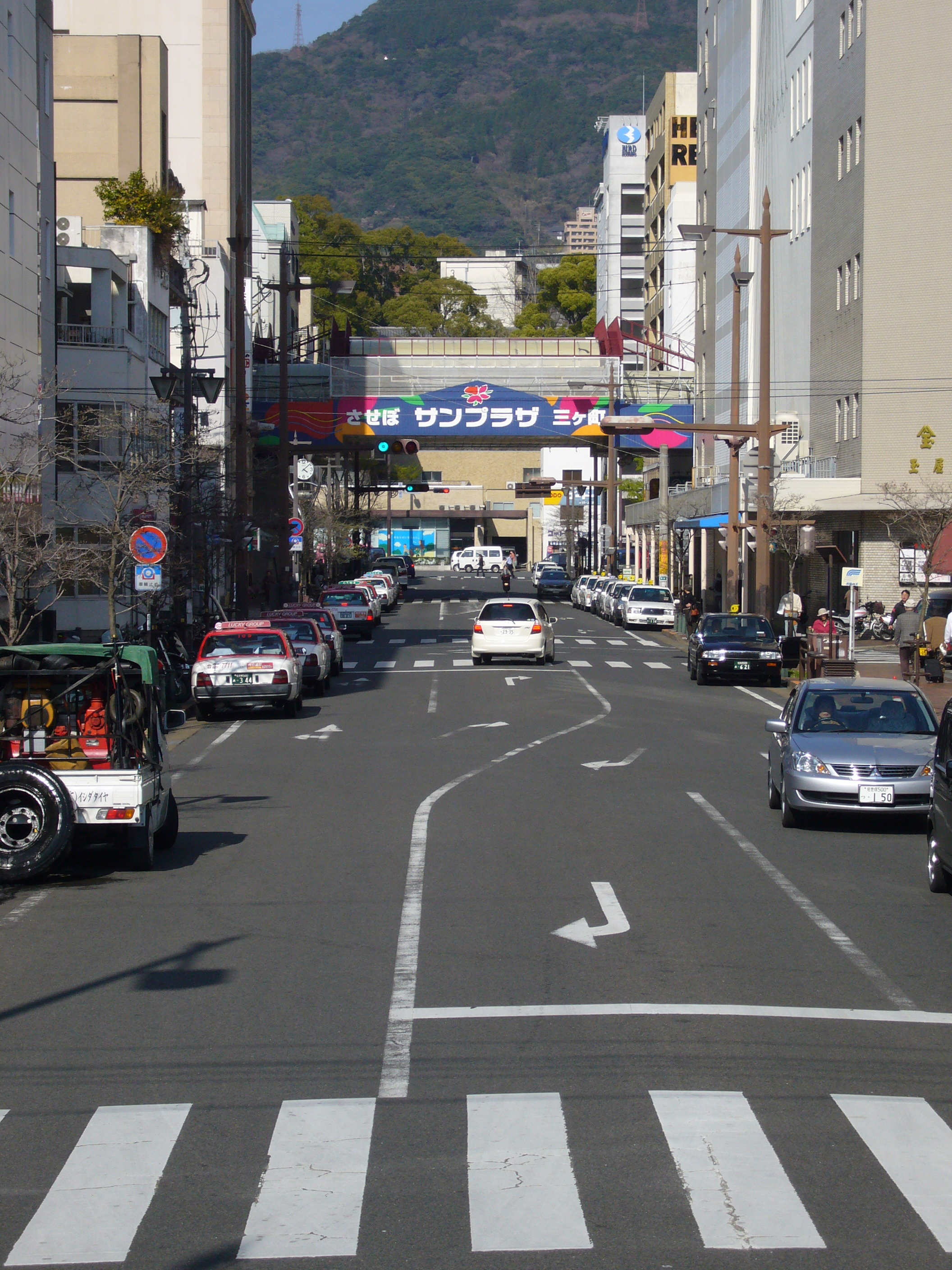
佐世保川沿いよりアーケードを望む（2008年4月）

三ヶ町商店街（さんかちょうしょうてんがい）は、長崎県佐世保市にある商店街。

## 概要
全長398mで直線でつながっている四ヶ町商店街の長さを含めると960mとなり、直線のアーケード街としては日本一の長さとなる。「三ヶ町」という名前の由来は、商店街が松浦町・常盤町・栄町の3つの町で形成されていることからである。また、アーケードは「サンプラザ」の愛称がある。

## 栄・常盤地区再開発事業
2007年（平成19年）4月から市街地活性化の一環として、栄・常盤地区の大規模な再開発に着手したが、商店街関係者等に反対の声があり進行が停滞していた。2010年（平成22年）8月に事業計画を見直し、2011年（平成23年）9月29日に起工式を行った。
商店街施設の他、佐世保市中央公民館（現・佐世保市まちなかコミュニティセンター）・福祉活動プラザ・子ども発達センター・介護施設・分譲マンション等からなる4棟のビルが建設された。2013年（平成25年）7月に栄北地区（商業施設・医療機関・介護施設が入居）がプレオープンしたのを皮切りに順次整備され、2014年（平成26年）10月26日にグランドオープン。2015年（平成27年）2月1日には中央公民館及び子ども発達センターの「サンクル」への移転を完了した。
その流れで以前、イオン佐世保ショッピングセンター内に出店していた「セガミ薬品 佐世保店（2013年（平成25年）8月25日閉店）」が栄・常盤地区の新施設に移転し、2013年（平成25年）8月30日に「ココカラファイン サンクル店」としてオープンした（同店は長崎県で初めての「ココカラファイン」名義の店舗）。また、同年11月1日には地元の食品スーパーエレナが常盤地区に小型の食品スーパー「エレナminiサンクル店」をオープンした（同店は2023年（令和5年）8月31日をもって閉店）。

## 歴史
- 1970年（昭和45年） - 佐世保三ヶ町商店街振興組合が設立。
- 1977年（昭和52年） - 三ヶ町アーケードが完成。
- 1990年（平成2年） - アーケードを改修。
- 1996年（平成8年） - きらきらフェスティバル開催。
- 1997年（平成9年） - 三ヶ町商店街、佐世保玉屋、四ヶ町商店街を「さるくシティ4○3」と命名。
- 2011年（平成23年） - 栄・常盤地区再開発事業に着工、9月29日に起工式を行う。
- 2012年（平成24年） - 再開発事業により造成される第一種市街地再開発街区名称の公募を行い、「サンクル」に決定。12月22日に授賞式を行う[4]。
- 2013年（平成25年） 
  - 11月2日 - 「サンクル」プレオープンに伴う「オープニングフェスタ」開催[5]。
- 2014年（平成26年） 
  - 10月26日 - 「サンクル」グランドオープン[6]。
- 2015年（平成27年）
  - 2月1日 - 子ども発達センター・中央公民館が「サンクル」内に移転[2]。
- 2021年（令和3年）
  - 4月1日 - 公民館のコミュニティセンター化に伴い、中央公民館からまちなかコミュニティセンターへ改称。

## 代表的な店舗・施設
四ヶ町商店街同様、比較的昔から営業している店舗が立ち並び、栄町付近から松浦町付近まで、百貨店、薬局、金融機関の支店、ファストフード、その他各種の専門店が並んでいる。また、アーケード街と交差する沿道にもいくつかの店舗があり、ガソリンスタンドも並ぶ。前述のとおり、2014年（平成26年）に「サンクル」がオープンしたことで、テナントとしてドラッグストアも出店するようになり、翌年には公民館や子ども発達センターも開設している。
店舗は約40店舗あるが、本節では代表的な店舗を列挙する。テナント名次の（）内は所在する町名。※はアーケード街の外にある店舗である。そのほかの店舗については外部リンクにある公式ホームページを参照のこと。
大規模店舗
- 佐世保玉屋（栄町）

専門店
- ハートプラザ（常盤町）

ファストフード・飲食店
- 定食屋 百菜 旬（栄町・サンクル1番館）
- 蜂の家（栄町・サンクル2番館）
- 岩崎本舗（常盤町・サンクル4番館）
- モスバーガー（松浦町）

ドラッグストア・薬局
- ココカラファイン（栄町・サンクル1番館）
- あずま薬局（栄町）
- 井手薬局（栄町、松浦町）

コンビニエンスストア
- デイリーヤマザキ（栄町）
- セブン-イレブン（常磐町）

医療機関・介護施設
- ケアインファースト栄（栄町・サンクル2番館）
- 森皮膚科（松浦町）

金融機関
- ながさき西海農業協同組合 させぼ支店（松浦町）
- 十八親和銀行 浜田町支店（浜田町）
  - 松浦町の佐世保中央支店（旧十八銀行店舗）は2021年（令和3年）7月26日付で島瀬町の四ヶ町商店街にある佐世保本店営業部内へ移転統合され、移転後も残っていたサンプラザ商店街出張所もエレナmini内の自動キャッシュコーナー（店舗外ATM）へ統合のため、同年8月をもって営業を終了した。

- 長崎銀行 佐世保支店（松浦町）

ビジネスホテル
- スマイルホテル佐世保（常盤町）※

その他の施設
- 九州テレ・コミュニケーションズ（テレビ佐世保）三ヶ町ショールーム（栄町）
- 佐世保市子ども発達センター（常盤町・サンクル4番館）
- 佐世保市まちなかコミュニティセンター（常盤町・サンクル3番館、4番館）
- 佐世保市福祉活動プラザ（栄町・サンクル2番館）

## アクセス
鉄道
- JR佐世保線 佐世保駅から徒歩で約15分。
- 松浦鉄道西九州線 佐世保中央駅下車、市役所方面へ徒歩で約5分。

路線バス
- 佐世保駅前から西肥バス（させぼバスも含む）「島瀬町」バス停・「松浦町中央公園口」バス停・「松浦町国際通り」バス停下車。